# ハインリヒ・ハルダー
ハインリヒ・ハルダー（Heinrich Harder、1858年6月2日 - 1935年2月5日）はドイツの画家、イラストレータである。古生物のイラストを描いたことで知られる。

## 略歴
ドイツ、メクレンブルク＝フォアポンメルン州のプッツァー(Putzar)で、伯爵家の農民(Gräflichen Landwirt)であるカール・ハルダーの息子に生まれた。ベルリンなどで学んだ後、1874年から1876年の間、マルティン・グロピウスが校長のベルリン王立工芸学校(Königliche Kunstschule zu Berlin)で学び、画家のカール・グロピウスの工房で修行した。1890年から1892年の間はベルリン芸術アカデミーの風景画の教授のオイゲン・ブラヒトに学び、はじめは風景画を描いた。1900年にハンブルクのチョコレート会社Theodor Reichardが作った60点の古生物のカードの絵を描いた。このカードの解説を自然科学者で作家のヴィルヘルム・ベルシェが執筆した。ベルシェとは1898年から共同で仕事をしていて、1906年からベルシェの多くの著作の図版も描いた。

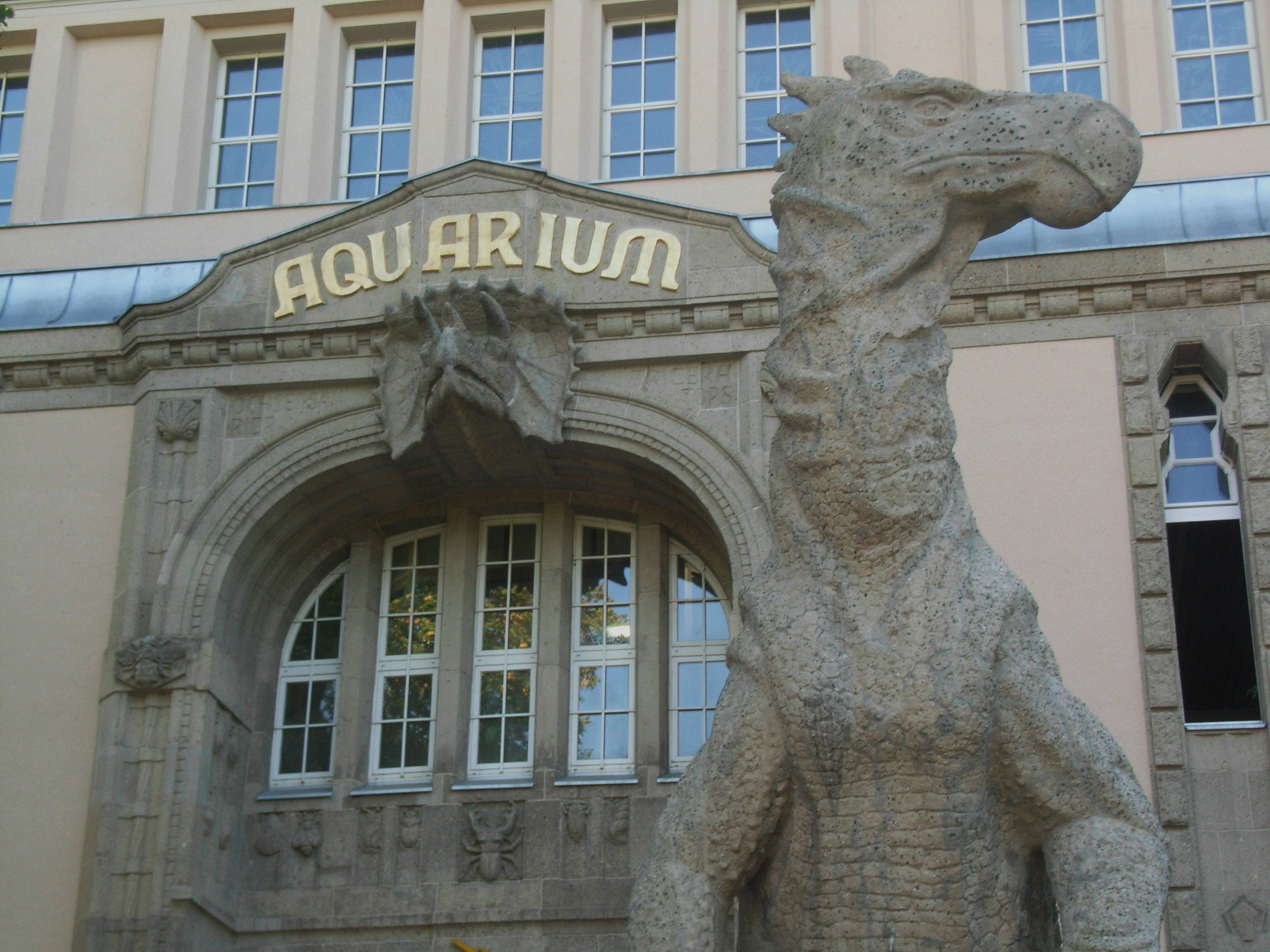
ベルリン動物園のイグアノドン

1910年にはケルンのルートヴィヒ・シュトルヴェルクのチョコレート会社のトレーディング・カードのデザインもした。1906年から1923年まで、ベルリン芸術アカデミーで教え、1913年からは教授に任じられた。
1913年にベルリン動物園に水族館が作られた時、水族館のファザードに古生物を描いた装飾を行い、イグアノドンの彫像を製作した。第二次世界大戦でこれらの作品は被害を受けたが1978年に再建された。

## 作品

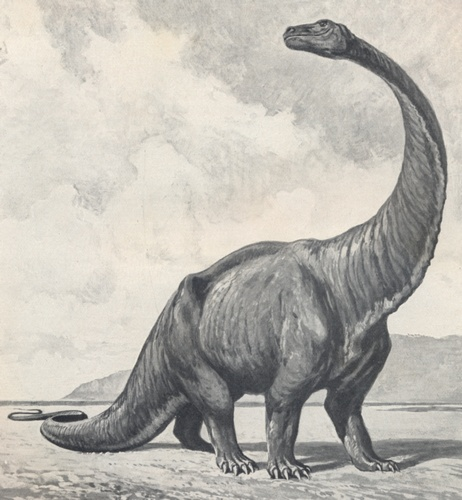
トルニエリア(ギガントサウルス)
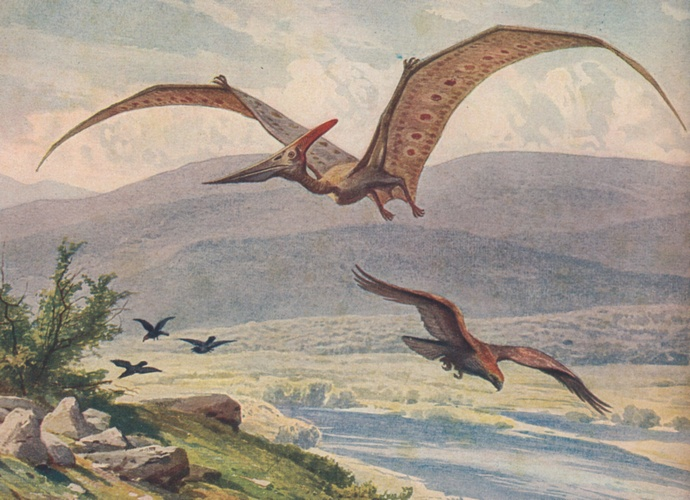
翼竜
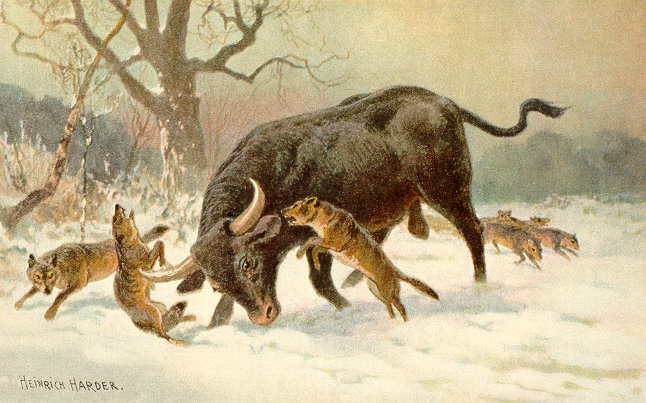
オーロックス
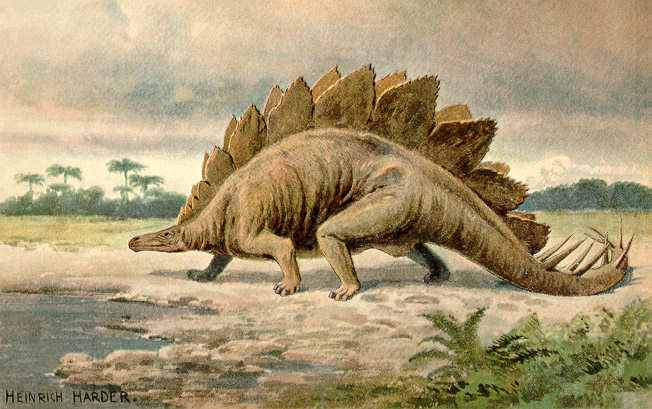
ステゴサウルス
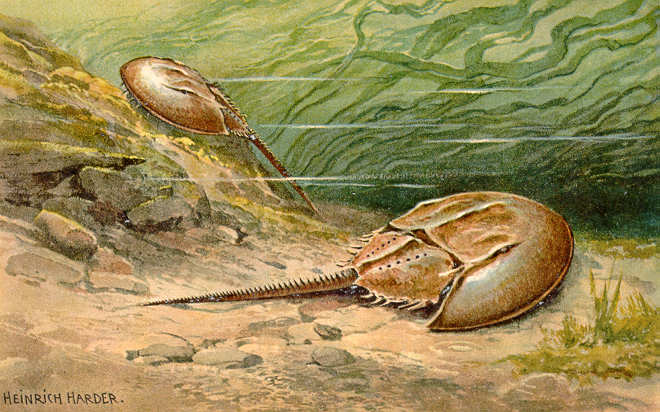
カブトガニ
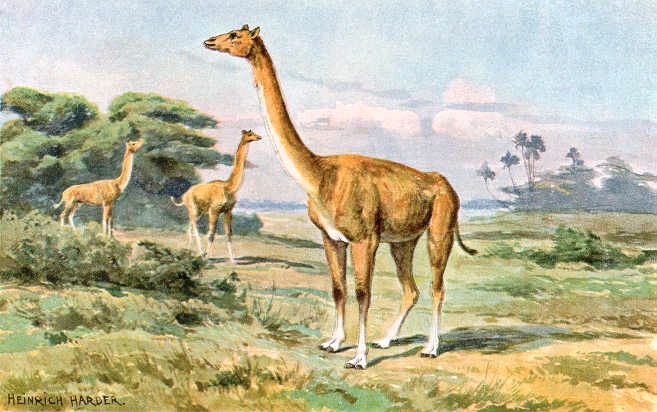
アエピカメルス
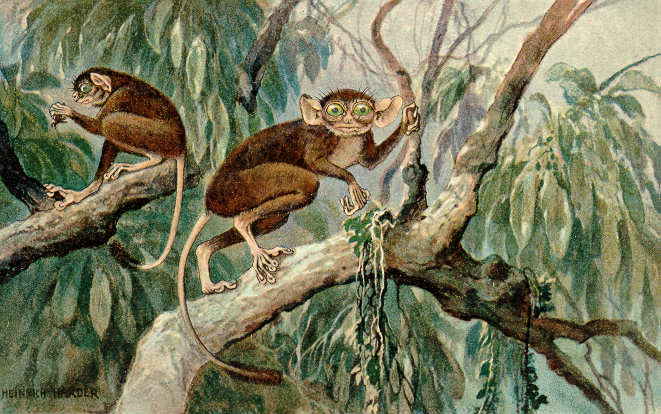
メガネザル
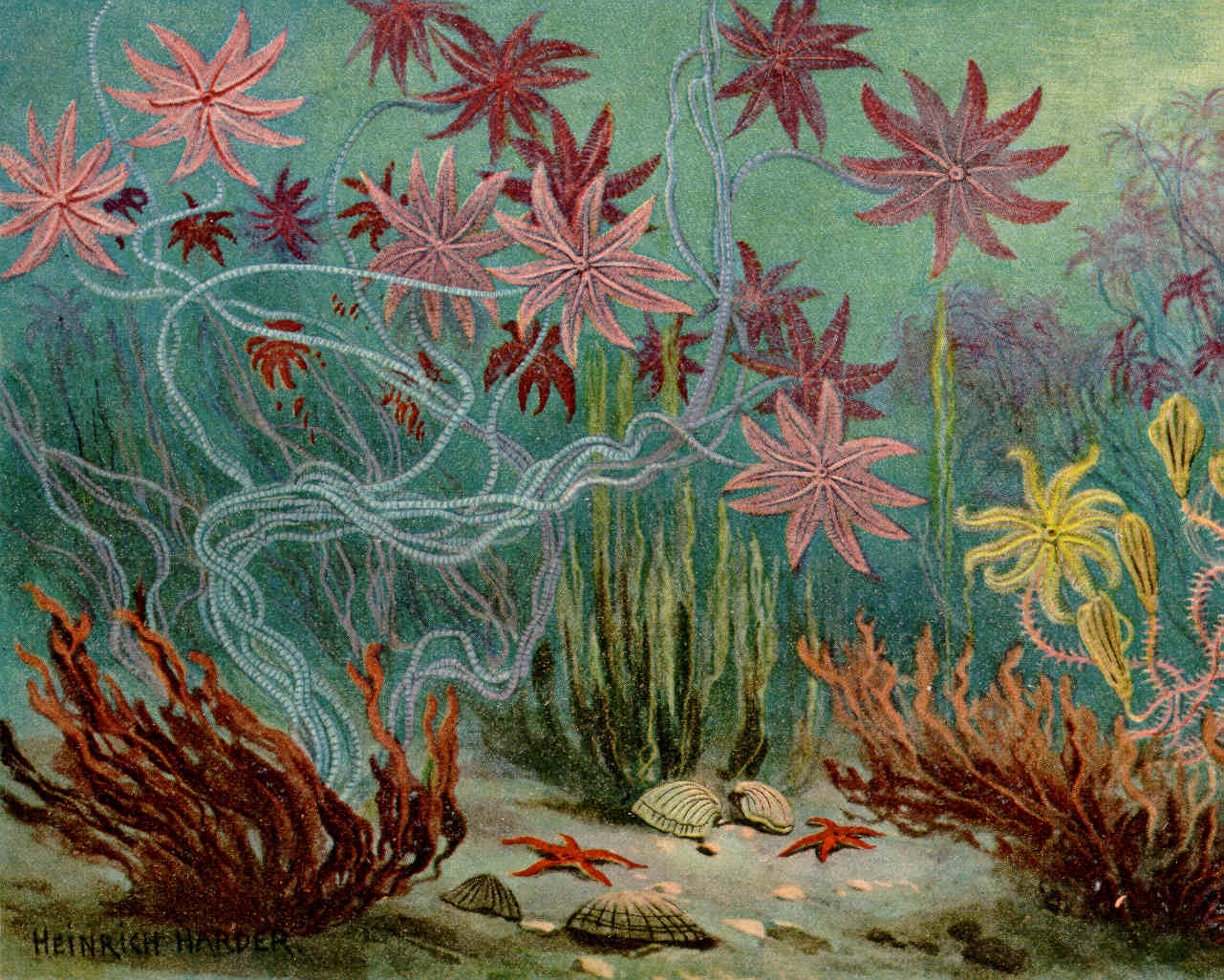
ウミユリ